# Попов, Вениамин Степанович
Вениами́н Степа́нович Попо́в (30 мая 1927, Троицк, СССР (ныне Челябинской области Российской Федерации) — 18 октября 2010, Запорожье, Украина) — украинский советский деятель, учёный, ректор Запорожского машиностроительного института. Депутат Верховного Совета УССР 10-11-го созывов. Доктор технических наук (1975), профессор, академик Академии инженерных наук Украины.

## Биография
В 1949 году окончил Челябинский механико-машиностроительный институт, инженер-механик по оборудованию и технологии сварочного производства.
В 1949—1951 гг. — мастер, начальник технологического бюро Южно-Уральского завода РСФСР.
С 1951 гг. — аспирант Центрального научно-исследовательского института технологии и машиностроения в Москве.
Член КПСС с 1954 года.
С 1956 гг. — доцент кафедры технологии металлов, в 1958—1964 — декан механико-машиностроительного факультета Запорожского института сельскохозяйственного машиностроения.
В 1964—2006 гг. — заведующий кафедрой оборудования и технологии сварочного производства Запорожского машиностроительного института имени Чубаря.
В 1978—1993 гг. — Ректор Запорожского машиностроительного института имени Чубаря. За время его руководства были построены 2 учебных корпуса, студенческие общежития.
Сфера научных исследований — износостойкость материалов.
Автор более 200 публикаций, шести монографий и учебных пособий, 42 авторских свидетельств.

## Награды
- орден Дружбы народов (1978)
- медали
- заслуженный деятель науки Украинской ССР.